# Trochosa himalayensis
Trochosa himalayensis is een spinnensoort in de taxonomische indeling van de wolfspinnen (Lycosidae).
Het dier behoort tot het geslacht Trochosa. De wetenschappelijke naam van de soort werd voor het eerst geldig gepubliceerd in 1980 door Benoy Krishna Tikader & A. Malhotra.